# Моцный, Анатолий Андреевич
Анатолий Андреевич Моцный (1922—1960) — старший лейтенант Рабоче-крестьянской Красной Армии, участник Великой Отечественной войны, Герой Советского Союза (1945), лишён всех званий и наград в связи с осуждением.

## Биография
Анатолий Моцный родился 25 сентября 1922 года в городе Шклов Могилёвской области Белорусской ССР в рабочей семье. Окончил десять классов школы. В феврале 1941 года был призван на службу в Рабоче-крестьянскую Красную Армию. В августе 1942 года окончил автобронетанковое училище в Горьком. С октября 1942 года — на фронтах Великой Отечественной войны.
Моцный начал участвовать в боевых действиях на Донском фронте в ноябре 1942 года. Там он был назначен командиром взвода танков «Т-34» 16-го отдельного танкового полка. В январе 1943 года получил ранение, с марта 1943 года вновь принимал участие в боевых действиях, на сей раз на Юго-Западном фронте, командовал взводом тяжёлых танков «КВ» 22-го отдельного танкового полка. В апреле 1943 года Моцный был направлен в резерв 29-го отдельного учебного танкового полка, а с июня того же года — во 2-й запасной танковый полк Уральского военного округа.
В августе 1943 года лейтенант Моцный был назначен командиром взвода танков «Т-34» в 54-й гвардейской танковой бригаде Воронежского фронта. В составе этой бригады прошёл до окончания войны. 28 августа получил лёгкое ранение, вскоре вернулся в свою часть. До октября 1943 года бригада участвовала в боях на Украине. 4-11 ноября 1943 года Моцный участвовал в освобождении Киева. 6 ноября 1943 года Моцный на своём танке сумел уничтожить до 100 отступающих из Киева подвод противника с военными грузами и имуществом, 10 автомобилей и около 100 немецких солдат и офицеров. В бою танк Моцного был подбит танком «Тигр», однако экипаж танка сумел в бою захватить машину связи с шестью радиостанциями и пять орудий. Когда отступающая колонна была полностью разгромлена, танк Моцного был выведен с поля боя на ремонт. За этот бой командир батальона представил Моцного и механика-водителя его танка Морозова к званию Героя Советского Союза, однако награда была снижена вышестоящими командирами, и в итоге они были награждены орденами Красного Знамени.
В декабре 1943 — феврале 1944 года Моцный дважды был легко ранен, но вскоре вернулся в строй. 25 февраля в районе Проскурова получил тяжёлое ранение. 17 июля 1944 года в боях за село Кирица уничтожил на своём танке противотанковое орудие с расчётом. В бою танк был подбит, и Моцный, будучи раненым, уничтожил огнём из пулемёта 11 немецких солдат и офицеров. Когда пулемёт пришёл в негодность, Моцный в рукопашной схватке ножом убил двух немецких солдат. Своими действиями он позволил выйти из-под огня противника своим подчинённым.
Особо отличился во время Висло-Одерской операции. 14 января 1945 года бригада переправилась через реку Нида в районе населённого пункта Мотковице и с ходу овладела городов Енджеюв. Продвигаясь далее, танкисты из батальона Героя Советского Союза Хохрякова, в состав которого входил и взвод Моцного, разгромил встречную немецкую колонну техники, военный аэродром и освободил город Нагловице. 16 января танкисты, форсировав реку Пилица, освободили город Конецполь. По пути на город Ченстохова находился хорошо укреплённое противником село Мстув. Взвод Моцного ворвался на улицы города в числе первых, в боях за город им были нанесены большие потери противнику. В уличных боях за Ченстохову танк Моцного был подбит, но экипаж продолжил вести бой. Моцный, ведя огонь из пулемёта, был контужен и тяжело ранен в плечо, осколком брони ему выбило глаз, но не покинул поля боя до полного очищения города. В бессознательном состоянии он был доставлен в медпункт. Все три танка взвода Моцного были потеряны, их командиры Золотов и Зайцев погибли.
За взятие Ченстоховы 54-я гвардейская танковая бригада была награждена орденом Ленина, а командир батальона Хохряков представлен ко второй звезде Героя Советского Союза. Моцный и механик-водитель его танка Иванов были представлены к званиям Героев Советского Союза. 10 апреля 1945 года Указом Президиума Верховного Совета СССР за «образцовое выполнение боевых заданий командования на фронте борьбы с немецко-фашистскими захватчиками и проявленные при этом мужество и героизм» гвардии старший лейтенант Моцный был удостоен высокого звания Героя Советского Союза с вручением ордена Ленина и медали «Золотая Звезда» за номером 6541.
Несмотря на полученное тяжёлое ранение и потерю левого глаза, Моцный к началу Берлинской операции вновь вернулся в строй. Принимал участие в боях в ходе этой операции. После окончания войны некоторое время он служил командиром взвода обеспечения в своём батальоне, однако ввиду шести полученных в ходе войны ранений он был признан негодным к строевой службе и в сентябре 1945 года был уволен в запас.
Был также награждён орденами Ленина (к Герою, 10.04.1945), Красного Знамени (30.01.1944), Отечественной войны I степени (08.08.1944), медалями.

## Лишение звания Героя и наград
По возвращении в родной Шклов Моцный работал председателем комитета физической культуры и спорта Шкловского райисполкома. Женился на Вере Комиссаровой, медсестре госпиталя, с которой познакомился в 1944 году. Семейная жизнь не сложилась и Моцный выгнал беременную жену из дому. Впоследствии, имея второй паспорт, женился в Киеве, однако за двоежёнство привлечён, как Герой, не был. По той же причине не был привлечён за хранение пистолета ТТ, который принёс с фронта.
В ночь с 31 марта на 1 апреля 1952 года Татьяна Моцная, мать Анатолия, вернувшись с работы обнаружила в собственном доме пожар. Её внук, сын Моцного Геннадий пяти лет был зверски убит: его голова была проломлена, нога переломана в колене. Труп был забросан тряпками, среди которых были две окровавленные рубахи Анатолия, нательная и верхняя. Утром нашли и самого Анатолия, которой прятался в выгребной яме уборной. Его документы нашли там же.
7 июня 1952 года Моцный был осужден по ст. 80 УК Белорусской ССР (бандитизм) и, ввиду того, что смертная казнь за убийство на тот момент была отменена, приговорён к 25 годам ИТЛ. После кассационной жалобы статья приговора, как заведомо неуместная, была переквалифицирована в убийство, а срок наказания установлен в 10 лет.
Был освобождён досрочно в апреле 1958 года, после чего вернулся в Шклов. По свидетельству местных властей, после освобождения вёл асоциальный образ жизни, злоупотреблял спиртными напитками, нигде не работал, а также «терроризировал местное население».
1 июля 1959 года Указом Президиума Верховного Совета СССР за «совершение деяний, не совместимых со статусом орденоносца» Моцный был лишён всех званий и наград. Скончался 1 февраля 1960 года.